# Furcifer oustaleti
El camaleón de Oustalet o camaleón gigante de Madagascar (Furcifer oustaleti) es una especie de saurópsido escamado de la familia Chamaeleonidae. Habitante de Madagascar, es la especie de camaleón de mayor longitud.

## Descripción

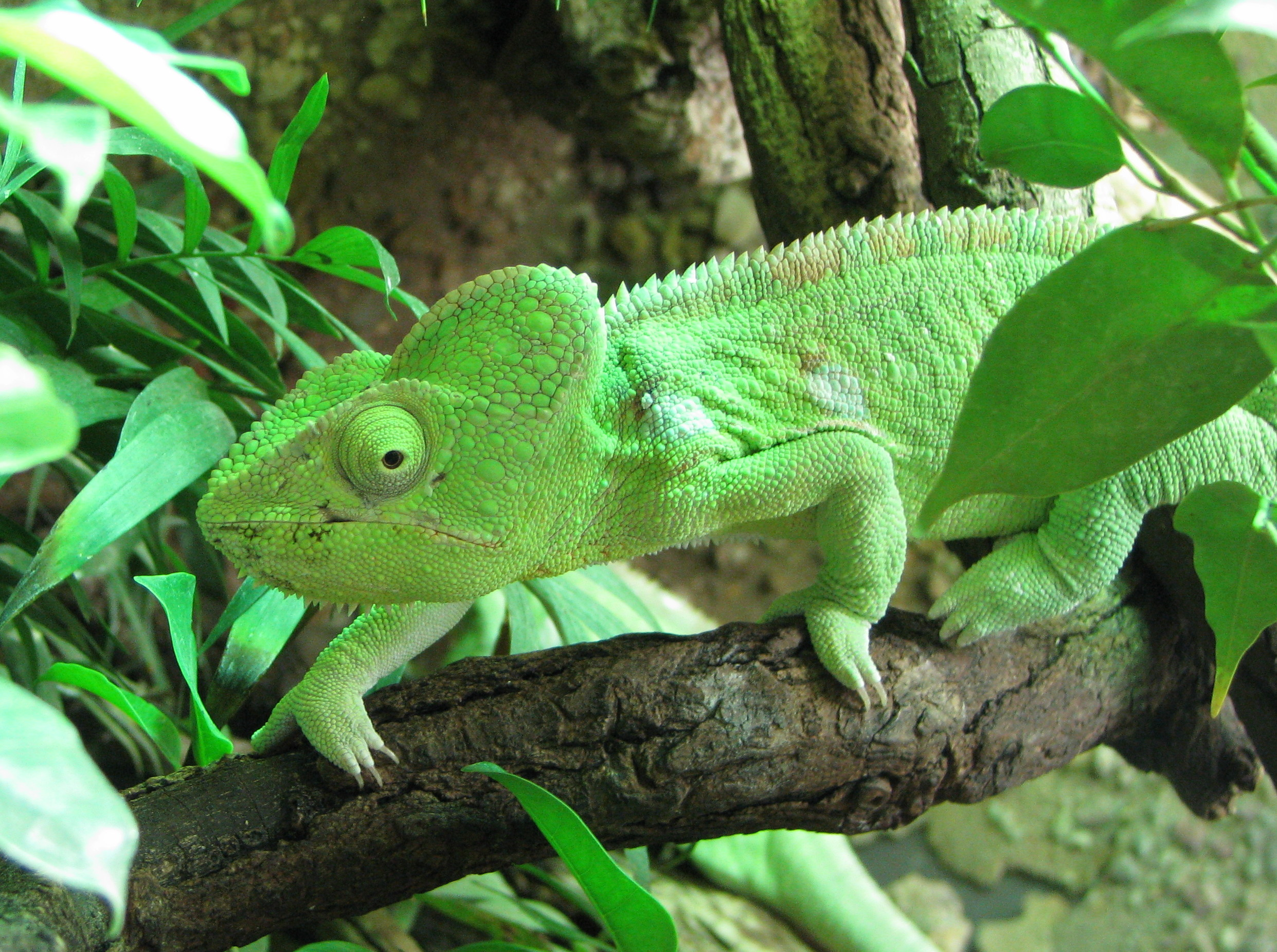
Hembra de Furcifer oustaleti.

El camaleón de Oustalet es la especie de camaleón de mayor longitud, llegando a los 68,5 centímetros. La cabeza ostenta una cresta curva, que es mayor en los machos. Aunque presenta normalmente tonos verdes y marrones, puede variar su coloración corporal. Posee muchas características propias de su familia, como la facultad de mover independientemente la órbitas oculares, la lengua larga, la cola prensil y la división de dígitos en las extremidades.
Aunque llega a ser más largo que Calumma parsonii, es menos abombado y más ligero.

## Biología y comportamiento
La distribución natural de esta especie se limita a Madagascar, pero ha sido introducido en Kenia. Ocupa una gran variedad de hábitats, aunque suele vivir en el bosque primario malgache. Se alimenta de muchos tipos de animales, desde insectos hasta aves y pequeños mamíferos. No es, en general, una especie agresiva. Esta especie es ovovivípara, y la gestación dura alrededor de 40 días. Los camaleones jóvenes tardan un año en madurar y pueden vivir más de 10 años (hasta 15 en cautividad).